# Meliodas (personaje de Nanatsu no Taizai)
Meliodas es un personaje ficticio y es el principal protagonista del manga y anime Nanatsu no Taizai creado por Nakaba Suzuki. Es el líder de los Siete Pecados Capitales, representado por el pecado de la Ira (怒りの罪, Ikari no tsumi), y su símbolo es el Dragón.